# Advisory board
Et advisory board er en gruppe, som giver ikke-bindende strategisk rådgivning til ledelsen af en virksomhed, organisation eller forening.
Et advisory board kan derfor minde om en bestyrelse, og bliver derfor ofte beskrevet ud fra, hvad det ikke er i forhold til en bestyrelse: Et advisory board har ikke det juridiske ansvar for virksomheden og har ikke magten til at tage beslutninger. Og det er jo naturligt, at magten følger ansvaret og omvendt. Det har den væsentlige konsekvens, virksomhedslederen via et advisory board kan få strategisk rådgivning og sparring, men ikke afgiver beslutningsmagten. Derfor bliver advisory boards ofte bruge af mindre og mellemstore virksomheder (SMV'er) og af ejerledere, som ønsker sparringen, men som ikke føler sig klar til at afgive magten over virksomheden til en bestyrelse.
Man ser også advisory boards blive brugt som supplement til en bestyrelse. Netop på grund af bestyrelsens juridiske ansvar, kan bestyrelsesarbejdet blive tungt og formelt, og selv meget store virksomheder kan vælge at have et advisory board at sparre med om strategien - som så efterfølgende skal formelt vedtages i bestyrelsen.
Et advisory board består typisk af 4-6 personer, men kan være både flere og færre. Det vigtigste er, at de har kompetencer, som supplerer og komplementerer virksomhedslederens i forhold til de strategiske udfordringer, virksomheden står overfor. Derfor vælges medlemmerne af advisory boardet typisk for 1-2 år ad gangen, hvorefter virksomhedslederen tager stilling til, om behovet for kompetencer har ændret sig og om hun/han derfor skal udskifte et medlem for at få andre kompetencer ind.